# تیم ملی والیبال مردان ویتنام
تیم ملی والیبال مردان ویتنام تیم ملی والیبال مردان کشور ویتنام است.